# Bratřice
Bratřice (deutsch Bratschitz, früher Schönbrunn) ist eine Gemeinde in Tschechien. Sie liegt 19 Kilometer nordwestlich von Pelhřimov und gehört zum Okres Pelhřimov.

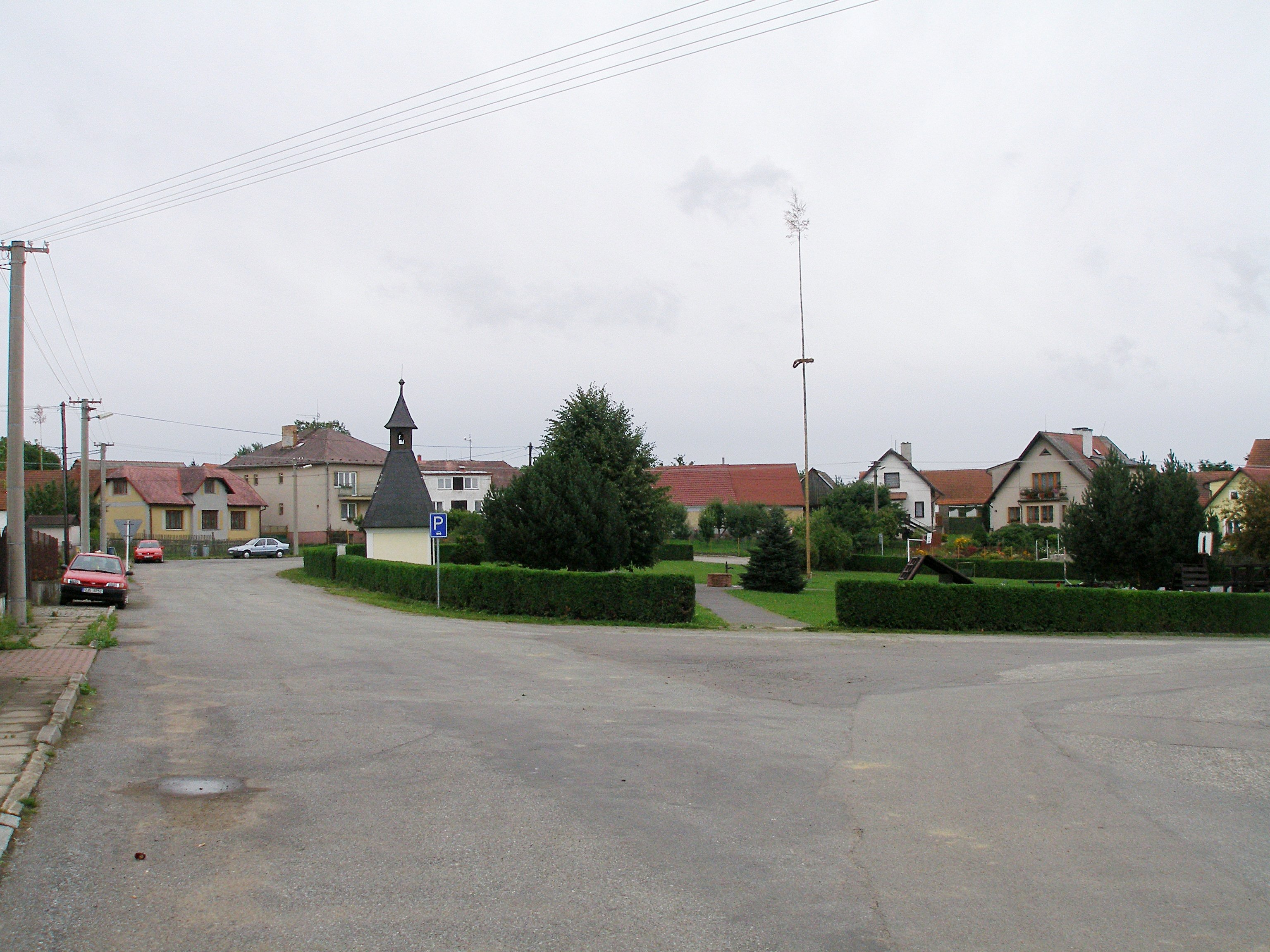
Dorfplatz

## Geographie
Bratřice befindet sich am südlichen Fuße des Stražiště (744 m) in der Böhmisch-Mährischen Höhe. Nordwestlich erhebt sich der Hřeben (685 m). Im Osten liegt der Černý rybník, ein Erholungsgebiet mit Campingplatz. Südlich verläuft das Tal der Trnávka.
Nachbarorte sind Útěchovice pod Stražištěm im Nordosten, Velká Chyška im Osten, Cetule, Mareda und Hrádek im Südosten, Pacov im Süden, Jetřichovec im Südwesten, Malá Černá und Velká Černá im Westen sowie Salačova Lhota im Nordwesten.

## Geschichte
Die erste urkundliche Erwähnung des zum Kloster Strahov gehörigen Dorfes erfolgte 1273 unter dem lateinischen Namen Sonebnar, der wahrscheinlich vom deutschen Namen Schoenebrunne abgeleitet wurde, den das Dorf trug.
1410 war das Dorf im Strahover Urbar als villa Bratrzetycze dicta Ssunebrunne verzeichnet.
Nach den Hussitenkriegen waren verschiedene Adelsgeschlechter Besitzer von Schönbrunn, in dieser Zeit findet sich auch erstmals der Ortsname Bratřetice. Im Dreißigjährigen Krieg gehörte Bratřetice zu dem nach der Schlacht am Weißen Berg konfiszierten Besitz und das Kloster Strahov nutzte die Gelegenheit, um seine alten Güter zurückzuerlangen. Seit 1614 ist der Ortsteil Cetule nachweisbar.
Nach dem Ende des Dreißigjährigen Krieges wurde auf dem Dorfplatz eine Schmiede errichtet.
1836 gründete die Pfarre Velká Chyška am Černý rybník die Glashütte Jarolímka, zu deren Betrieb das Holz des Pfarrwaldes genutzt wurde. Nach 40-jährigem Betrieb wurde sie stillgelegt, da inzwischen die Holzbestände verbraucht waren. 1878 wurde auf dem Stražiště ein hölzerner Aussichtsturm errichtet, der in den 1930er Jahren durch einen höheren ersetzt wurde. 1964 wurde er abgetragen.

## Gemeindegliederung
Die Gemeinde Bratřice besteht aus den Ortsteilen Bratřice (Bratschitz) und Cetule (Zetule).

## Sehenswürdigkeiten
- Kapelle am Dorfplatz
- Stražiště mit Wallfahrtskapelle des Hl. Johannes an einer wundertätigen Quelle sowie Fernseh- und Rundfunksender